# Lena Lilleste
Lena Birgitta Lilleste, född 21 november 1967, är en svensk barn- och ungdomsförfattare. Hon är verksam med och känd för böckerna om Tommy och Flisen, men har också skrivit en serie lättlästa böcker om deckaren Mynta.

## Biografi

### Utbildning
Lena Lilleste är född och uppvuxen i Göteborg. Lilleste har studerat till manusförfattare på IHTV i Göteborg och har även läst journalistik, marknadsföring, affärskommunikation och dramatik. Hon har bland annat arbetat som lärare, marknadskoordinator/chefsassistent och informatör.

### Privatliv
Lilleste har omväxlande varit bosatt i USA, Spanien och Stockholm. Därefter flyttade hon tillbaka till göteborgstrakten, och hon är numera bosatt i Mölndal tillsammans med make och ett gemensamt barn.

## Författarskap
Lilleste har beskrivit sin skrivprocess så här:
| ”               | När jag har bestämt mig för en speciell idé sätter jag upp ett stort papper på väggen hemma. Jag sätter upp post-it-lappar i olika färger där jag skriver olika händelser som ska vara med i boken. Blåa lappar står för själva deckarhistorien och rosa lappar står för kärlekshistorierna. Familjehistorierna är gula, och så vidare. När jag pusslat ihop alla lappar låter jag dem hänga på väggen några veckor, sen går jag och tittar på dem med jämna mellanrum. Ibland flyttar jag någon lapp, slänger, skriver nya … När jag känner mig någorlunda klar, sätter jag mig och skriver ner historien som hänger på väggen. | „ |
| – Lena Lilleste | |   |

### Tommy och Flisen
Lena Lilleste är mest känd för deckarserien om de två vännerna Tommy och Flisen (båda pojkar), vilken inleddes med 2005 års Inbrott i skolan!. Idén till böckerna, som kretsar kring skolelever och skolmiljöer och främst riktar sig till barn i 8–14-årsåldern, fick hon via sitt arbete som lärarvikarie. Inledningen i första boken kretsar kring en brandövning på skolan, inspirerad av en verklig händelse. Recensenter har jämfört deckarduons sätt att lösa sina fall med klassisk barndeckarverksamhet à la Kalle Blomkvist.
Deckarserien om Tommy och Flisen består av hittills elva (2016) fristående böcker. Historierna är fristående, och återkommande teman är vänskap, kärlek och skilda föräldrar.
Serien har legat på Bokjuryns topp-tio lista sex år i rad. 2013 års Prästmordet blev nominerad till litteraturpriset Spårhunden. De fem första böckerna gavs ut på förlaget Eriksson & Lindgren. Sedan bok nummer sju – 2010 års Mord i blicken! – trycks böckerna hos Rabén & Sjögren, vilket också fram till 2011 återutgivit de fem tidigare böckerna.
Tommy och Flisen-böckerna har blivit översätta till estniska (som "Tommy ja Kribu") och norska ("Tommy og Flisa").

### Mynta
Med början 2017 har Lilleste också skrivit en serie lättlästa böcker om Mynta, en tjej som löser detektivgåtor. Böckerna ges ut av Nypon förlag och riktar sig till barn på låg- och mellanstadiet.

### Skoldeckarna
Rabén & Sjögren har gett ut Lillestes lättlästa bokserie Skoldeckarna om Max och Penny. Illustrationerna till böckerna är gjorda av Lena Forsman. Målgruppen är 5-8-åringar.

### Tommy och Flisen
- 1. Inbrott i skolan! (Eriksson & Lindgren, 2005)
  -  (på bokmål) Innbrudd på skolen!. Oslo: Damm. 2007. ISBN 978-82-04-13124-9
  -  (på estniska) Murdvargus koolis. Tallinn: Kirjastus Ilo. 2008. ISBN 978-9985-57-938-1
- 2. Kidnappare på nätet! (Eriksson & Lindgren, 2006)
  -  (på bokmål) Kidnappere på nettet!: en Tommy og Flisa-krim. Oslo: Damm. 2008. ISBN 978-82-04-14036-4
  -  (på estniska) Inimröövlid internetis. Tallinn: Kirjastus Ilo. 2008. ISBN 978-9985-57-939-8
- 3. Fixa pengar, annars …! (Eriksson & Lindgren, 2007)
  -  (på estniska) Köhi pappi, või muidu-. Tallinn: Kirjastus Ilo. 2008. ISBN 978-9985-57-989-3
- 4. Hotade till livet! (Eriksson & Lindgren, 2007)
  -  (på estniska) Elu ohus. Tallinn: Kirjastus Ilo. 2008. ISBN 978-9985-57-997-8
- 5. Livsfarliga miljoner! (Eriksson & Lindgren, 2008)
  -  (på estniska) Ohtlikud miljonid. Tallinn: Ilo. 2009. ISBN 978-9949-17-032-6
- 6. Mörka hemligheter! (Tiden,[3] 2009)[7]
  -  (på estniska) Sünged saladused. Tallinn: Ilo. 2009. ISBN 978-9949-17-063-0
- 7. Mord i blicken! (Rabén & Sjögren, 2010)
  -  (på estniska) Narkodiilerite küüsis. Tallinn: Ilo. 2010. ISBN 978-9949-17-121-7
- 8. Mordbrand på skolan! (Rabén & Sjögren, 2011)[8]
- 9. Prästmordet! (Rabén & Sjögren, 2013)[9]
- 10. Dödligt misstag! (Rabén & Sjögren, 2015)[10]
- 11. Tid för hämnd (2016)[11]
- 12. Livsfarligt i London (2018)[12]
- 13. Inte säker någonstans (2019)[13]
- 14 Inlåst (2021)[14]
- Tommy & Flisens film- och teaterbok (inklusive manus till långfilm baserat på Inbrott i skolan och pjäsmanus baserat på Fixa pengar, annars...!), (Rabén & Sjögren, 2018)[15]

### Mynta
- 1. Mynta och den mystiska rånaren (Nypon Förlag, 2016)
- 2. Mynta och de mystiska grannarna (Nypon Förlag, 2016)
- 3. Mynta och den mystiska hundtjuven (Nypon Förlag, 2016)
- 4. Mynta och det mystiska hjärtat (Nypon Förlag, 2016)
- 5. Mynta och de mystiska inbrotten (Nypon Förlag, 2017)
- 6. Mynta och de mystiska stölderna (Nypon Förlag, augusti 2017)
- 7. Mynta och den mystiska cykeltjuven (Nypon Förlag, januari 2018)

### Skoldeckarna
- 1. Brandlarmet (Rabén & Sjögren) 2017[16]
- 2. Diamant-tjuven (Rabén & Sjögren) 2017[17]
- 3. Den stulna plånboken (Rabén & Sjögren) 2018[18]
- 4. Mat-mysteriet (Rabén & Sjögren) 2019[19]